# Evžen Čermák
Evžen Čermák (25. října 1932, Jablonec nad Nisou - 19. dubna 2018) byl český lyžař.

## Lyžařská kariéra
Na VII. ZOH v Cortině d'Ampezzo 1956 reprezentoval Československo v alpském lyžování. V obřím slalomu skončil na 32. místě, ve slalomu na 21. místě ve sjezdu na 17. místě.